# إغرغر (أفرا)
إغرغر هو دُوَّار يقع بجماعة أفرا، إقليم زاكورة، جهة درعة تافيلالت في المملكة المغربية. ينتمي الدوّار لمشيخة أفرا التي تضم 18 دوار. يقدر عدد سكانه بـ 791 نسمة حسب الإحصاء الرسمي للسكان والسكنى لسنة 2004. ومن أهم العائلات ايت البوهالي ايت عبد العزيز بناني

## روابط خارجية
- البوابة الوطنية للجماعات الترابية
- المندوبية السامية للتخطيط